# Luis MacGregor Cevallos
Luis MacGregor Cevallos (1887-1965) fue un arquitecto mexicano y autor de libros sobre la arquitectura colonial mexicana.
Su hijo Luis MacGregor Krieger también fue arquitecto.

## Obras arquitectónicas
MacGregor era conocido por sus edificios de arquitectura moderna.
- MacGregor diseñó el jardín del Castillo de Chapultepec en el que se encuentra una escultura, La Madre Patria, que conmemora a los Niños Héroes, (1924; escultor Ignacio Asúnsolo; tenga en cuenta que este no es el monumento más grande y conocido a los Niños Héroes, Altar a la Patria).[2][3]
- Parque Agrícola de la Ciudad de México (plano, 1930), Ciudad de México.[4][5]
- Hospital Central Militar México (1940).[6]
- Campamento y museo de Palenque.[7]
- Obras de restauración del Convento de San Agustín de Acolman.[8]

## Libros
Los libros de MacGregor incluían:
- Huejotzingo: La ciudad y el monasterio franciscano (1934), con Rafael García Granados.[9]
- Actopán (1955).[10]